# Зораптери
Зораптери (Zoraptera, від грецького «zor» — чистий та «a-ptera» — безкрилий, тобто «повністю безкрилі»)  — ряд комах з неповним метаморфозом. Близькі до тарганів та термітів. Довжина тіла 2-3 мм. Покриви слабко пігментовані. Ротовий апарат гризучий. Вусики 9-сегментні. Більшість зораптер не мають очей і крил, але в межах одного виду можуть зустрічатися як крилаті, так і безкрилі форми (лише безкрилі форми не мають очей). За сприятливих умов домінують сліпі безкрилі форми, але коли настають несприятливі умови, у наступного покоління розвиваються очі та крила, і вони розселяються.
До складу ряду входить одна родина з одним родом та близько 35 видів. Зустрічаються в тропіках. Лише чотири види в субтропіках Північної Америки та Азії. Дуже вологолюбні. Живуть в лісовій підстилці, гнилій деревині та під корою. Зустрічаються скупченнями від 15 до 120 особин, але без ознак соціальності. Живляться переважно гіфами та спорами грибів, а також мертвою органікою або хижаки (полюють на нематод, кліщів та інших дрібних безхребетних).
Багато ентомологів вважають, що зораптери трапляються рідко, однак їхня «рідкість» свідчить скоріше про неналежну техніку пошуку та збору цих комах. Хоча деякі види насправді є рідкісними, загальна кількість зораптер набагато більша, ніж загально вважається. Колонії цих комах зазвичай живуть у природних порожнинах дерев, що розкладаються, куди не проникає сонячне світло. Якщо комах потурбувати, вони намагаються дуже швидко сховатися, тому їх важко помітити. Відловлені екземпляри найкраще зберігати в етанолі.
Філогенетичні зв'язки зораптер з іншими комахами та їх місце в системі класу викликають багато суперечок, про що свідчить ціла низка гіпотез та припущень з цього приводу. На разі, найбільш підтримуваною точкою зору є віднесення зораптер до полінеоптер (Polyneoptera), хоча із великою кількістю редукованих ознак. Сестринською групою зораптер вважаються ембії. Ця точка зору базується на великій кількості спільних апоморфних ознак.
Без сумніву, ряд є древнім, і, можливо, відділився від ембій в пізньому тріасі або ранній юрі. Види обох рядів, що відносно подібні до сучасних, відомі з середньокрейдового бурштину. Зораптерам крейдового періоду вже були властивими крилаті та безкрилі морфи всередині одного виду. Таким чином, типові зораптери (навіть із єдиного сучасного роду Zorotypus) сформувалися до середини крейди (близько 100 млн років тому). На жаль, більш ранні викопні рештки наврядчи вдастся знайти. Через дрібні розміри та м'які покриви єдиним способом збереження цих комах, який дозволяє достовірну ідентифікацію, є потрапляння в бурштин. Однак наразі бурштини з включеннями комах відомі починаючи лише з ранньої крейди, в той час, як зораптери виникли, імовірно, в кінці тріасового — юрському періодах.

## Класифікація
Описано 34 сучасних і 10 викопних видів:
- Zorotypus acanthothorax Engel & Grimaldi
- Zorotypus amazonensis Rafael & Engel
- Zorotypus barberi Gurney
- Zorotypus brasiliensis Silvestri
- Zorotypus buxtoni Karny
- Zorotypus caudelli Karny
- Zorotypus ceylonicus Silvestri
- Zorotypus congensis Ryn-Tournel
- Zorotypus cramptoni Gurney
- Zorotypus cretatus Engel & Grimaldi
- Zorotypus delamarei Paulian
- Zorotypus goeleti Engel & Grimaldi
- Zorotypus guineensis Silvestri
- Zorotypus gurneyi Choe
- Zorotypus hamiltoni New
- Zorotypus hubbardi Caudell
- Zorotypus huxleyi Bolivar & Coronado
- Zorotypus impolitus Mashimo,Y. et all
- Zorotypus javanicus Silvestri
- Zorotypus juninensis Engel
- Zorotypus lawrencei New
- Zorotypus leleupi Weidner
- Zorotypus longicercatus Caudell
- Zorotypus manni Caudell
- Zorotypus medoensis Hwang
- Zorotypus mexicanus Bolivar
- Zorotypus nascimbenei Engel & Grimaldi
- Zorotypus neotropicus Silvestri
- Zorotypus newi (Chao & Chen)
- Zorotypus philippinensis Gurney
- Zorotypus shannoni Gurney
- Zorotypus silvestrii Karny
- Zorotypus sinensis Hwang
- Zorotypus snyderi Caudell
- Zorotypus swezeyi Caudell
- Zorotypus weidneri New
- Zorotypus vinsoni Paulian
- Zorotypus zimmermani Gurney

- Palaeospinosus hudae Kaddumi

## Ресурси
- База даних зораптерів